# The Wave
The Wave ('La Ola') es una formación rocosa de arenisca que data del periodo Jurásico (190 millones de años). Está situada en el estado de Arizona, Estados Unidos, formando parte del Paria Canyon-Vermilion Cliffs Wilderness.
The Wave es un lugar famoso entre fotógrafos y excursionistas. Un paisaje de formas onduladas a modo de ola y colores anaranjados y rojizos. Originariamente era un conjunto de dunas que con el paso del tiempo se transformaron en roca sólida. La erosión por el viento y de la lluvia ha creado este singular paisaje.